# Best of the Best 3
 (juin 2024).
Si vous disposez d'ouvrages ou d'articles de référence ou si vous connaissez des sites web de qualité traitant du thème abordé ici, merci de compléter l'article en donnant les références utiles à sa vérifiabilité et en les liant à la section « Notes et références ».
Pour les articles homonymes, voir Best of the Best (homonymie).
Série
Best of the Best 2
(1993) Best of the Best 4
(1998)
Pour plus de détails, voir Fiche technique et Distribution.
Best of the Best 3 (Best of the Best 3: No Turning Back) est un film américain de Phillip Rhee sorti en 1995.
C'est le troisième et avant-dernier opus d'une saga comprenant Best of the Best (1989), Best of the Best 2 (1993) et  Best of the Best 4 (1998).

## Sypnosis
Un expert en arts martiaux se porte au secours d'un enseignant qui lutte contre une organisation d'extrême-droite.

## Fiche technique
- Titre original : Best of the Best 3: No Turning Back
- Titre français : Best of the Best 3
- Réalisation : Phillip Rhee
- Scénario : Barry Gray et Deborah Scott
- Musique : Barry Goldberg
- Photographie : Jerry Watson
- Montage : Bert Lovitt
- Production : Phillip Rhee
- Sociétés de production : The Movie Group et Picture Securities
- Société de distribution : Dimension Films
- Pays :  États-Unis
- Langue : anglais
- Format : Couleur - 35 mm - 1,85:1 - son Dolby SR
- Genre : Action, Drame
- Durée : 90 min
- Dates de sortie : 
  - États-Unis : 17 mai 1995
  - France : 1996 (directement en vidéo)
- Classification : Interdit aux moins de 12 ans

## Distribution
- Phillip Rhee : Tommy Lee
- Christopher McDonald : le shérif Jack Banning
- Gina Gershon : Margo Preston
- Mark Rolston : Donnie Hansen
- Peter Simmons : Owen Tucker
- Cristina Lawson : Karen Banning
- Kitao Sakurai : Justin Banning
- Dee Wallace : Georgia Tucker
- Michael Bailey Smith : « Tiny »
- Cole S. McKay : Bo
- Barbara Boyd : Isabel Jackson
- Justin Brentley : Luther Phelps Jr.
- Andra R. Ward : le révérend Luther Phelps Sr.
- John Robert Thompson : le maire Wilson
- R. Lee Ermey (VF : Georges Berthomieu) : le prêcher Brian (non crédité)
- David Rody : le marchand d'armes
- Kane Hodder : le tireur néo-nazi
- Mark Kreuzman : un néo-nazi aléatoire
- Michele L. Bartlett : une fille quittant un magasin de crème glacée
- Jerra Thompson : une adolescente dans une chorale
- John E. Blazier : le camionneur / le néo-nazi

## SagaBest of the Best
- 1989 : Best of the Best de Robert Radler, avec Eric Roberts, Phillip Rhee et Chris Penn
- 1993 : Best of the Best 2 de Robert Radler, avec Eric Roberts, Phillip Rhee et Chris Penn
- 1996 : Best of the Best 3 (Best of the Best 3: No Turning Back) de Phillip Rhee avec Phillip Rhee, Christopher McDonald et Gina Gershon
- 1998 : Best of the Best 4 (Best of the Best 4: Without Warning) de Phillip Rhee avec Phillip Rhee, Ernie Hudson et Art LaFleur